# 椎名観光バス
椎名観光バス株式会社（しいなかんこうバス）は、茨城県日立市十王町友部東2丁目5-3に本社を置く、貸切バス・乗合バス事業者。

## 概説
戦前には川尻から常陸太田への路線バスを運行していたが、第二次世界大戦中の統合により一旦撤退し、以後長らく貸切専業のバス事業者となっていたが、1997年4月1日より十王駅起点の2路線の運行についてジェイアールバス関東（JRバス関東）から移管により、路線バス運行に再参入。
乗合バスの全路線が赤字であり、日立市・高萩市の委託により両市の補助金によって運行されている。
2002年4月1日からは十王駅と日立市十王町の高原・黒坂地区を往復する路線が開業した。元々は日立電鉄バスが運行していたルートだった。前後して日立市立十王中学校のスクールバスが廃止され、十王中学校に通学する高原・黒坂地区在住の生徒に通学証明書が発行され、同証明書で十王駅 - 黒坂・沢平のバスが乗車できるようになった。
更に、2006年4月1日にはJRバス関東高萩営業所管内の路線すべての移管を完了している。
当社の運行になってから十王駅から高萩駅への直通はなくなっていたが、2011年3月11日に東日本大震災で常磐線が運休になると臨時ダイヤになり十王駅から高萩駅への直通が復活して運行していた。直通運転で十王地区と高萩地区にまたがって乗車の際、運賃は400円だった。この為、本来例えば高萩駅からゴルフ場入口までは280円であるため、またがって乗車する事で200円に割引されたことになる。しかし、またがって高萩地区の短い区間に乗車すると、例えば150円区間だけでも200円かかってしまうようになっていた。なお、同年4月7日に常磐線が運転再開されたことによって再び直通路線は廃止され、通常ダイヤに戻された。

## 乗合バス事業

### 現行路線

#### 高萩駅発着系統
- 高萩駅〜安良川南〜高萩市役所〜駒木原〜高萩協同病院〜上和野
- 高萩駅〜高萩市役所〜駒木原〜高萩協同病院〜上和野
- 高萩駅〜高萩市役所〜駒木原〜高萩協同病院
- 高萩駅〜安良川南〜島名団地〜ゴルフ場入口
- 高萩駅〜安良川〜サティ前[注 2]〜高萩工高〜いぶき台循環

#### 十王駅発着系統
- 十王駅〜伊師本郷〜伊師浜海岸口〜鵜の岬温泉
- 十王駅〜陣屋〜池の端団地口〜いぶき台循環
- 十王駅〜(ゆうゆう十王)〜陣屋〜池の端団地〜上台試験場〜いぶき台循環
- 十王駅西口→陣屋→池の端団地口→石滝団地→いぶき台団地南
- 十王駅(ゆうゆう十王)〜十王中前〜常陸川上〜山部小前〜(後谷)〜ゴルフ場入口
- 十王駅(ゆうゆう十王)〜十王中前〜常陸川上〜高原〜長久保〜沢平〜高原〜黒坂鬼越
- 十王駅(ゆうゆう十王)〜十王中前〜常陸川上〜高原〜長久保〜沢平

### 運賃
2002年4月1日より十王駅発着の路線は運賃の均一化が行われ大人は200円、小人・障害者・70歳以上は100円とした。但し、障害者は手帳、70歳以上は年齢証明が必要。
高萩駅発着の路線は対キロ制運賃で整理券が発行される。子供と手帳を持参した障害者は大人料金の半額（5円は切り上げ）。高齢者および障害者割引は回数券の利用ができない。なお、高萩駅〜ゴルフ場入口線に関しては均一運賃だった時期が存在する。

### 車両
- 当初はJRバス関東からの路線の移管ということで、同社からの移籍車が大半を占めていたが、現在は遠州鉄道や京阪バス、平和交通（千葉）などの中古車となっている。

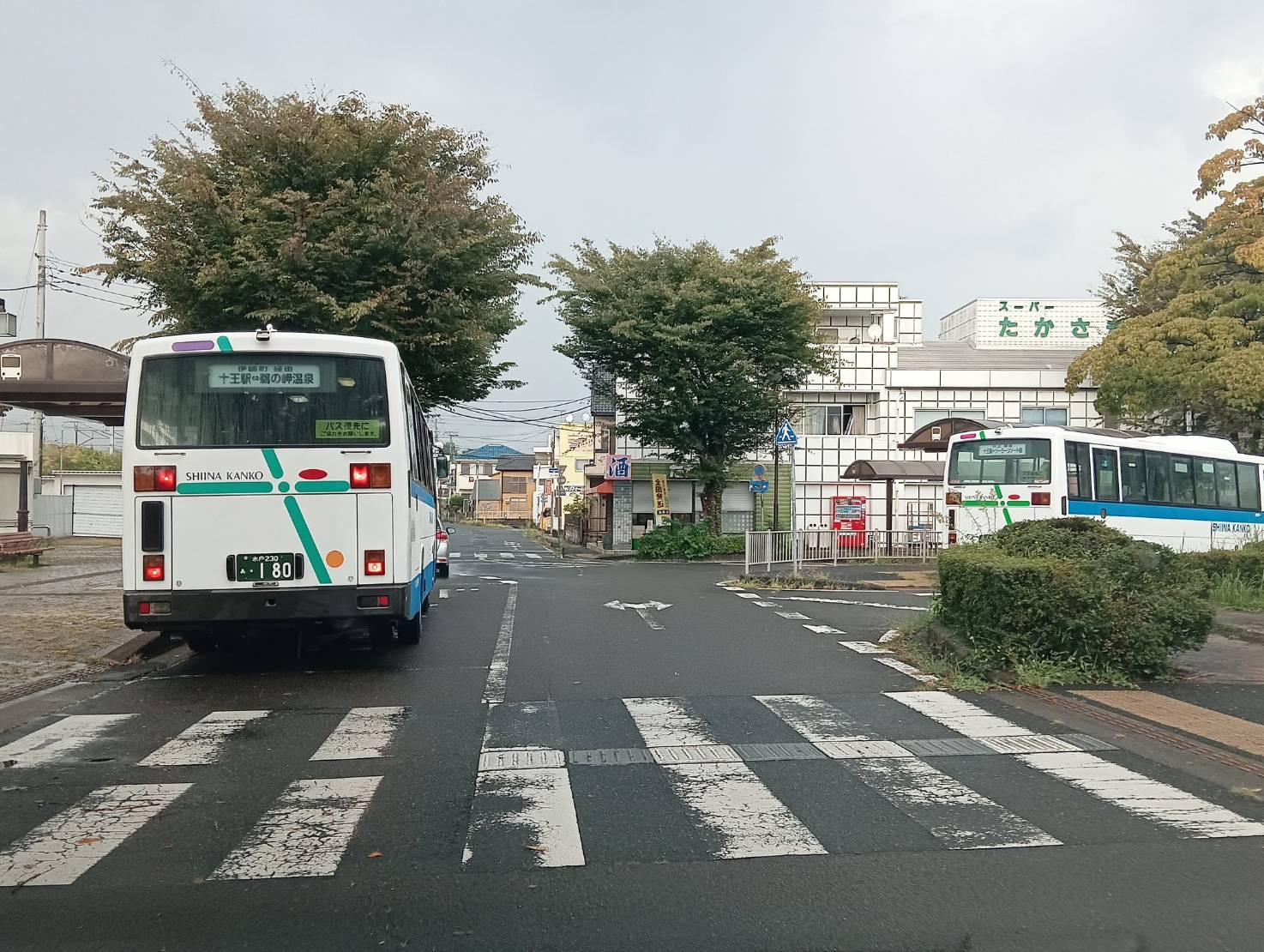

- 車両の側面前方に、『SHIINA KANKO』と書いてある。
- 白地に青がイメージカラーとなっている。
- 平和交通からの移籍車は、後面がオリジナルのデザインを模したものとなっている。

主力車種
- 三菱ふそうエアロミディ
- 日野リエッセ